# Fighting Belle
Pour plus de détails, voir Fiche technique et Distribution.
Fighting Belle est un film indépendant américain réalisé par Sean Riley, sorti le 18 mars 2017 aux États-Unis. Il met en vedette : Jessica Harthcock, Noah Cook, Ryan Czerwonko, Sherri Eakin, Carol Ann Scruggs et Joel Rogers.

## Synopsis
Lorsqu'une jeune femme est abandonnée à l'autel le jour de son mariage, elle décide de prendre des cours de boxe pour affronter son ex-époux.

## Fiche technique
- Titre original : Fighting Belle
- Titre québécois :
- Réalisation : Sean Riley
- Scénario : Antonio Gangemi, Aimee Parrott, Sean Riley
- Costumes : Sharee Barrell, Candy Riley
- Producteurs : Sean Riley, Rémy Ryan Richards, Josh Poimboeuf, Chris Oliver, Amie Oliver, Vince Mack, Corey Luttrell, Valerie Livengood, Robyn Johnson, Shona Gastian, J.R. Fortin, Lisa Desmarais, Tim Dailey, Josh Cook, Stephen Boyle, Clinton Baysinger et Sharee Barrell.
- Photographie :
- Montage : Steven Dale, Will C. Pace
- Musique : Chad Rines, Mykee Morettini
- Production : Integral Motion Pictures
- Société de distribution : Integral Motion Pictures
- Pays d'origine :  États-Unis
- Langue originale : anglais
- Genre : Comédie romantique
- Format : Couleur
- Durée : 111 minutes
- Dates de sortie :
  - États-Unis : 18 mars 2017 (Première à Ocean Springs Theater)

## Distribution
- Jessica Harthcock : Delilah
- Noah Cook : Tandy
- Ryan Czerwonko : Kelvin
- Sherri Eakin : Marney
- Carol Ann Scruggs : Mirabele
- Joel Rogers : Samuel

## Développement
Le film a été financé par une campagne de financement sur le site Indiegogo.

## Sortie
Le film sort le 18 mars 2017 à l'Océan Springs Theatre aux Etats-Unis. Le film est disponible en vidéo à la demande sur amazon depuis le 16 juin 2017.

## Critique
Le film reçoit de bonnes critiques,,,,,.

## Bande originale
La musique du film est composée par Chad Rines. Elle y comprend également le titre Here For You de Jonathon Robins.